# Quartier du Temple
Pour les articles homonymes, voir Temple (homonymie).
Le quartier du Temple est un quartier historique de Paris (France).

## Situation et accès
Situé dans le 3earrondissement il fait partie du Marais. 

## Origine du nom
Il doit son nom à l'ordre du Temple qui y fonda la maison du Temple à l'origine du nom du quartier. Plusieurs rues du quartier (rue du Temple, rue Vieille-du-Temple, etc.) rappellent son origine.

## Historique

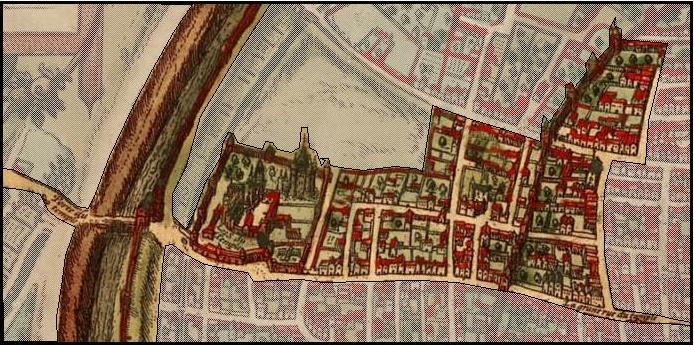
Quartier de la Ville Neuve du Temple, dans le Marais à Paris (1530). À gauche, la porte du Temple de l'enceinte de Charles V, avec l'Enclos du Temple. L'enceinte à droite est celle de Philippe Auguste. L'axe horizontal en bas est la rue du Temple, celui en haut la rue Vieille-du-Temple, entre les deux l'actuelle rue des Archives.

Ce territoire correspond à la plus grande partie du quartier administratif des Enfants-Rouges, de fractions de ceux de Sainte-Avoye et des Archives.
Il comprend trois micro-quartiers aménagés par lotissements des terrains de  l’ancien domaine des Templiers :
- celui aménagé à la fin du XVIIIe siècle et au début du XIXe siècle sur l’ancien enclos du Temple après la démolition de la tour en  1795 puis des autres bâtiments.
- la Ville-Neuve du Temple  aménagée sur le domaine des Templiers au sud de cet enclos à la fin du XIIIe siècle et au XIVe siècle.
- le territoire urbanisé au début du XVIIe siècle entre l’enclos et le boulevard du Temple réalisé à la suite du démantèlement de  l’enceinte de Charles V comprenant principalement la rue Béranger.

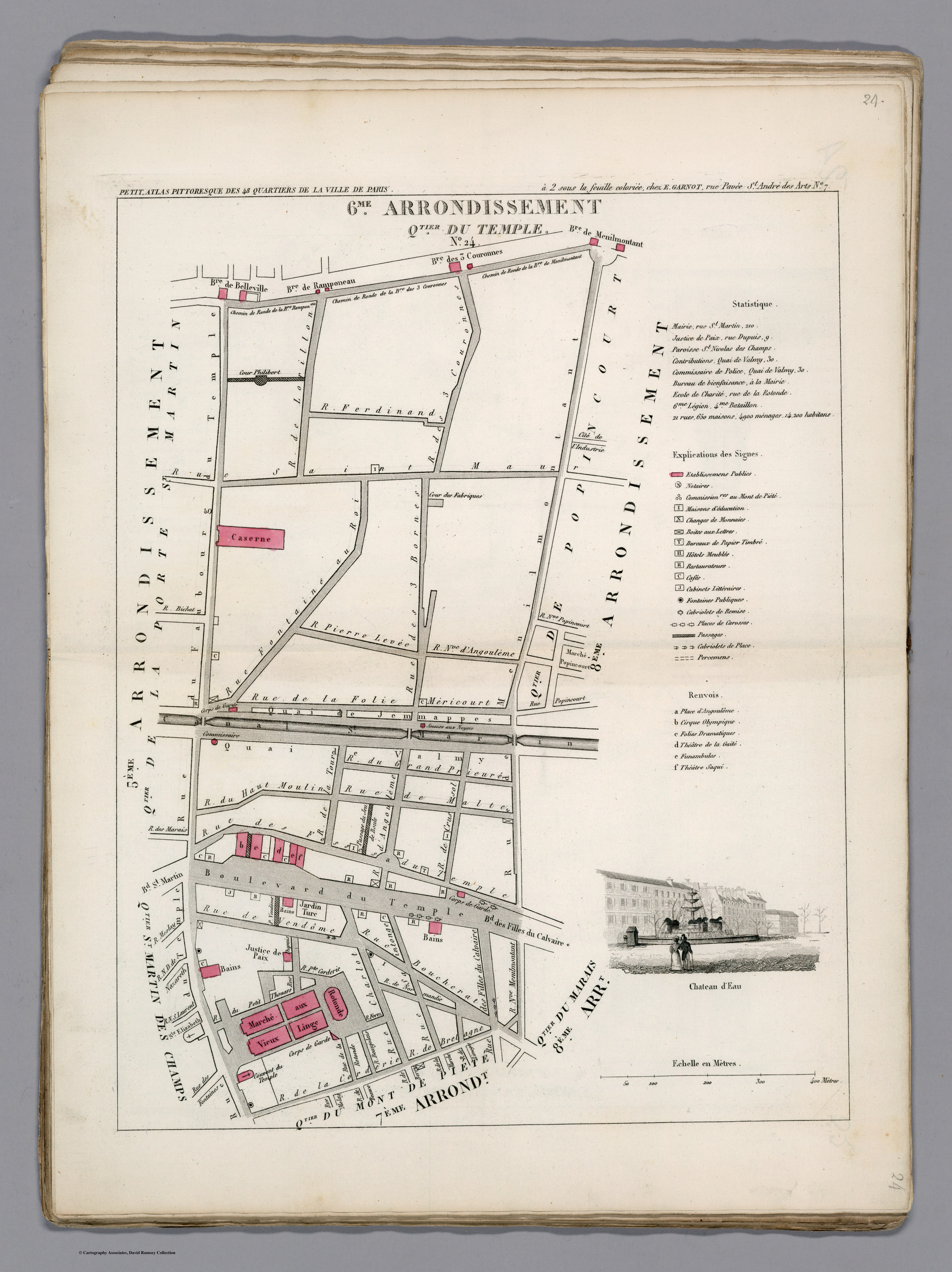
Plan du quartier du Temple dans l'ancien 6e arrondissement en 1834.

## Iconographies
Œuvres du peintre et architecte franco-allemand Theodor Josef Hubert Hoffbauer.

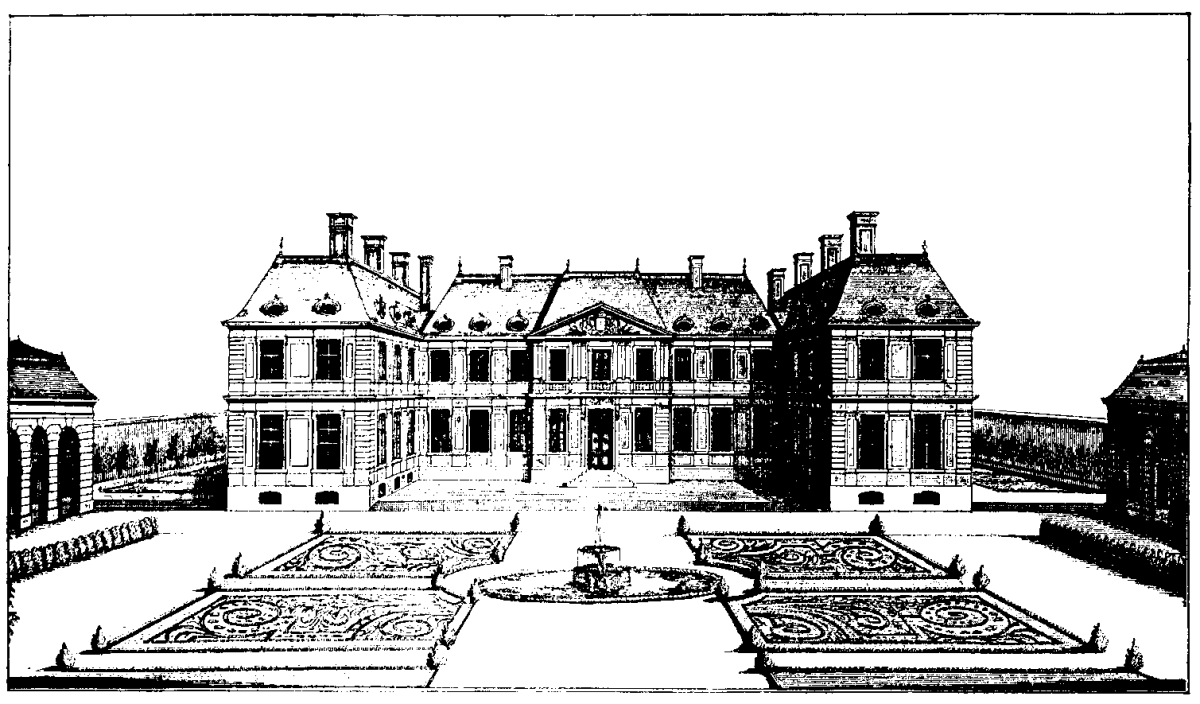
Le palais du Temple
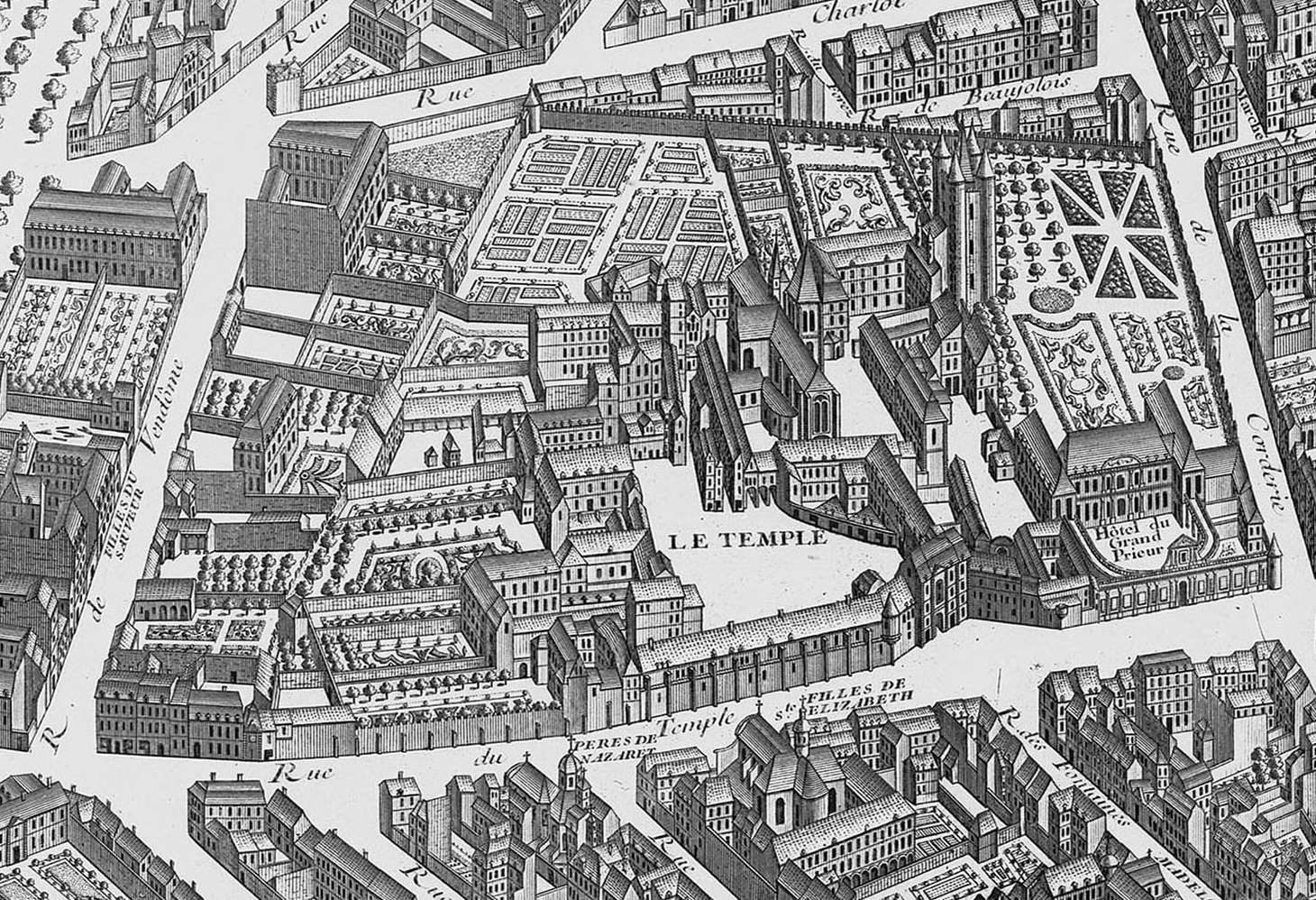
Le quartier du Temple
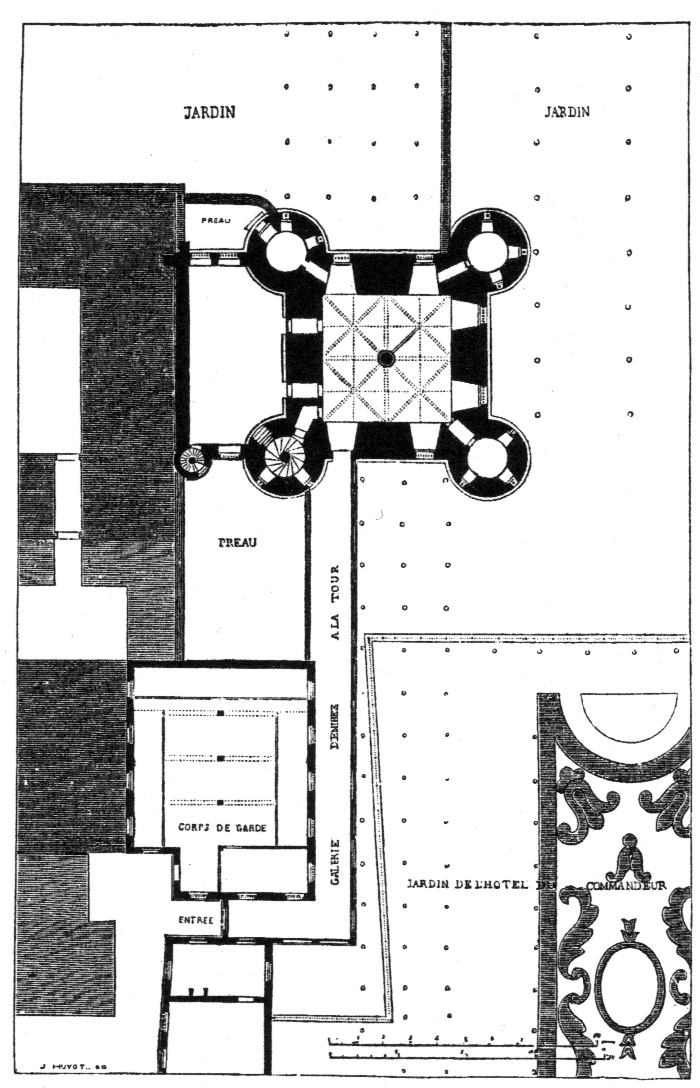
Détail de la tour du Temple
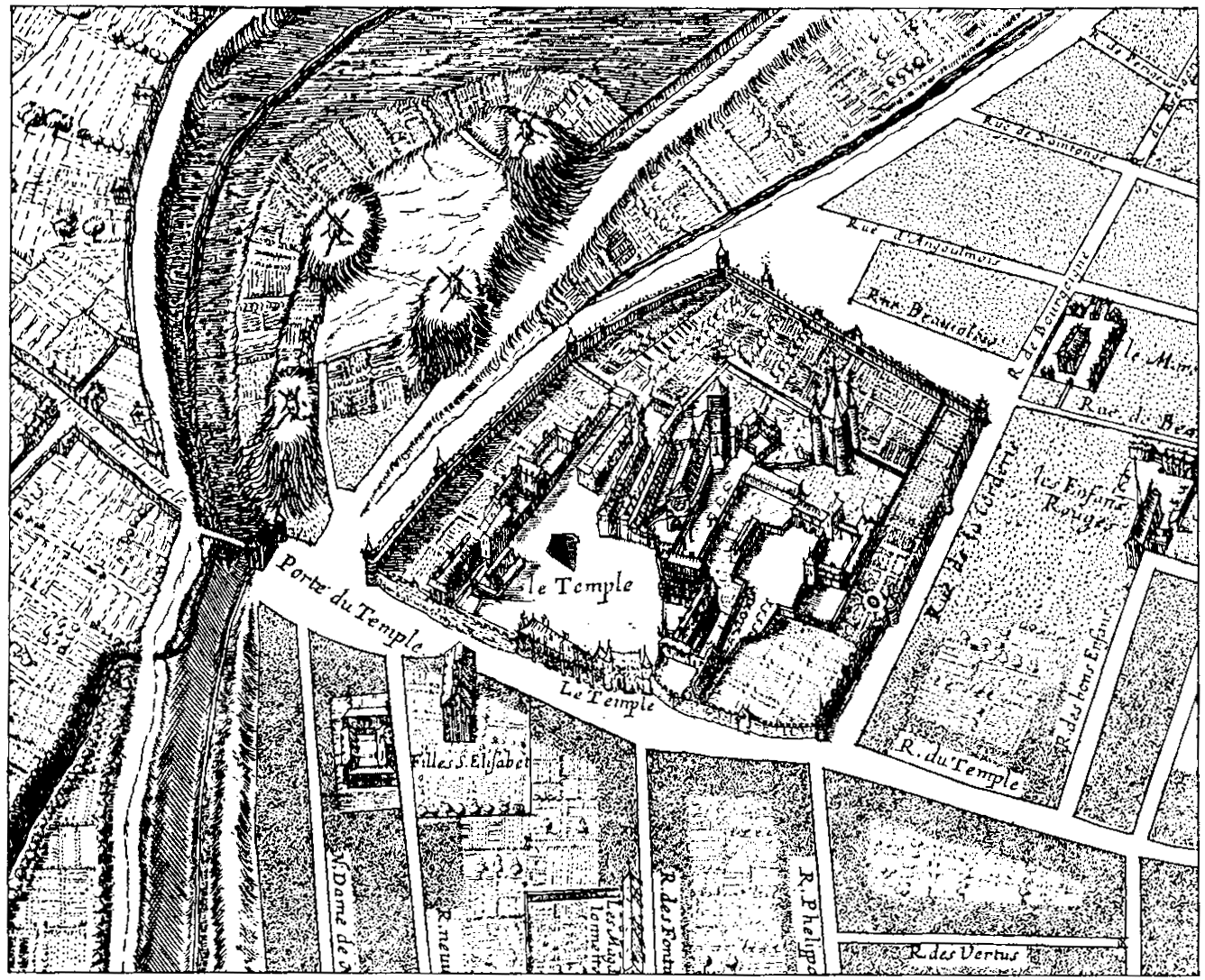
Les environs du quartier du Temple de Paris